# Сой
Сой (др.-греч. Σόος) — полулегендарный царь Спарты. Сын Прокла, отец Еврипонта. Геродот в своей «Истории» его не упоминает.
В правление Соя спартанцы поработили илотов, а также отняли некоторые земли у аркадян. Легенду о нём приводит Плутарх. Однажды жители Клитора (город в Аркадии) окружили спартанцев в безводной местности, и те страдали от жажды. Сой заключил с клиторийцами договор, обещая вернуть землю, если им позволят напиться из источника. Тогда Сой обещал царство тому из воинов, кто не станет пить. Однако все напились, кроме Соя, и тогда он на этом основании отказался исполнять договор.